# Xatrac de Sumatra
El xatrac de Sumatra (Sterna sumatrana) és una espècie d'ocell de la família dels làrids (Laridae) que pot habitar llacunes i es manté a prop de la costa de les illes tropicals de l'Índic, el Pacífic, el nord d'Austràlia i la Gran Barrera de Corall.